# Birkenfeld (Bade-Wurtemberg)
Pour les articles homonymes, voir Birkenfeld.
Birkenfeld est une commune de Bade-Wurtemberg (Allemagne), située dans l'arrondissement d'Enz, dans l'aire urbaine Nordschwarzwald, dans le district de Karlsruhe.